# 釣鐘洞門
釣鐘洞門（つりがねどうもん ）は、兵庫県香美町の名勝海岸但馬御火浦にある世界最大級の洞門。国の天然記念物。山陰海岸国立公園および山陰海岸ジオパークに属する。

## 概要
洞門は2箇所あって洞内で繋がっており、延長は200m。
その中心部は文字どおり釣鐘内部の形状を呈しており、内部空間は最高部32m、直径30m、広さ320平方メートル、水深10mと海食洞として世界最大級である。
洞内にはイワツバメやコウモリが生息する。
　

## 所在地
〒669-6671 兵庫県美方郡香美町余部 

## 交通アクセス
- 山陰本線 香住駅から徒歩20分、または香住駅から全但バスで「一日市」下車、徒歩すぐの香住漁港・東港香住港から遊覧船（遊覧船は洞内を旋回できる）
- 山陰本線 浜坂駅から徒歩15分、浜坂港から徒歩すぐで遊覧船乗り場